# Нижегородский район (Москва)
Нижегоро́дский райо́н — район в Москве, расположенный в Юго-Восточном административном округе. Району соответствует внутригородское муниципальное образование муниципальный округ Нижегородский.
Название район и муниципальное образование получили по Нижегородской улице, частично находящейся на их территории, а частично в Таганском районе.
Граничит с районами Таганский, Лефортово, Южнопортовый, Печатники, Текстильщики, Рязанский, Перово, Вешняки.
Население — 50 637 чел. (2024). Площадь — 753 га.

## История
На территории нынешнего Нижегородского района ранее располагались деревня Хохловка и село Карачарово, стоявшие на Рязанской дороге, а также старообрядческий Рогожский посёлок с Рогожским кладбищем.
Рогожская слобода – это исторический район окраины Москвы, который долгое время выполнял преимущественно оборонительную функцию. Во второй половине XVIII века в период эпидемии чумы старообрядцы строят на территории слободы бараки и госпитали для лечения больных, здесь же образовывается кладбище. Рогожская слобода быстро становится старообрядческим центром столицы, которым является по сей день. На кладбище находят последнее пристанище многие известные староверы, российские предприниматели и меценаты – Рябушинские, Шелапутины и Морозовы.
Непростая судьба и у села Карачарово – с момента его появления в соседних лесах орудовали разбойники, а во времена Смуты поселение вообще было стерто с лица земли. Восстановить село удалось исключительно благодаря боярину Стрешневу, который выкупил его и заново отстроил.
Рубеж XIX-XX веков открывает новую веху в истории этих земель – сюда приходит индустриализация, появляются первые заводы и фабрики. Одновременно на этой территории прокладывается Нижегородская железная дорога – одна из первых в стране – которая дала название улице, а впоследствии и всему Нижегородскому району. К этому времени деревня Хохловка уже входит в состав города.
Последним в состав столицы вошло село Карачарово. Долгое время эта местность была живописным пригородом и излюбленным местом дачников. В 40-х годах XX века село было включено в состав подмосковного Перово, и лишь в 60-х годах – в состав Москвы.

## Население
| 2002    | 2010    | 2012    | 2013    | 2014    | 2015    | 2016    |
| ------- | ------- | ------- | ------- | ------- | ------- | ------- |
| 38 756  | ↗43 799 | ↗44 207 | ↗44 521 | ↗44 738 | ↗44 781 | ↗45 106 |
| 2017    | 2018    | 2019    | 2020    | 2021    | 2023    | 2024    |
| ↗45 153 | ↗45 208 | ↗45 294 | ↗45 738 | ↗49 588 | ↘49 563 | ↗50 637 |

### Национальный состав
По итогам переписи населения 2020 года проживали следующие национальности (национальности менее 0,1 % и другое, см. в сноске к строке «Другие»):
| Национальность | Численность, чел. | Доля     |
| -------------- | ----------------- | -------- |
| Русские        | 36 665            | 73,94 %  |
| Армяне         | 337               | 0,68 %   |
| Татары         | 245               | 0,49 %   |
| Азербайджанцы  | 227               | 0,46 %   |
| Украинцы       | 211               | 0,43 %   |
| Грузины        | 167               | 0,34 %   |
| Чеченцы        | 105               | 0,21 %   |
| Таджики        | 91                | 0,18 %   |
| Узбеки         | 71                | 0,14 %   |
| Другие         | 11 469            | 23,13 %  |
| Итого          | 49 588            | 100,00 % |

## Промышленность
Большую часть территории района занимает промышленная зона. На территории района расположены крупные промышленные предприятия:
- Московский завод агрегатных станков и автоматических линий «Станкоагрегат»
- Московский завод режущих инструментов «Фрезер»
- Карачаровский механический завод
- Московский завод автоматических линий и специальных станков (ОАО «МоЗАЛ»)
- Микояновский мясокомбинат
- Таганский мясокомбинат «ТАМП»
- Московский Эндокринный Завод
- АО "Корпорация «СПУ-ЦКБ ТМ» (бывш. ФГУП «Центральное конструкторское бюро тяжелого машиностроения»)
- ЖБИ-6
- АО «ДОК-3»
- ТЭЦ-8 ПАО «Мосэнерго»

## Транспорт
Основными транспортными магистралями района является Нижегородская улица и её продолжение Рязанский проспект, пересекающие район с запада на восток. По улице и проспекту (на всём их протяжении по территории района) следуют автобусные маршруты № м7, м27, т63, т26, 51, 805, н7; 143к, 279, 429. От Новохохловской улицы до Третьего транспортного кольца (границы района) по Нижегородской улице проходит автобусный маршрут № 106. Эти маршруты проходят до станций метро «Марксистская», «Таганская-кольцевая» или «Рязанский проспект».
Микрорайон Карачарово отрезан от остальных частей района железной дорогой. Автобусным сообщением (маршруты № 59, 759, 987) он связан со станцией метро «Авиамоторная», а также «Электрозаводской» (№ 59) и с Рогожским посёлком (№ 759). Связь наземным общественным транспортом с другими частями Нижегородского района отсутствует.

### Метрополитен
На территории района располагаются станции МЦК Нижегородская и Новохохловская. 27 марта 2020 года состоялось открытие станции метро «Нижегородская» примерно в географическом центре района, на Нижегородской улице.
Вблизи от южной границы района расположена станция метро «Волгоградский проспект», находящаяся в пешеходной доступности от промзоны в южной части района, где расположены Микояновский мясокомбинат и ТЭЦ-8.
Для различных частей района ближайшими являются станции метро «Таганская», «Марксистская», «Пролетарская», «Крестьянская застава», «Авиамоторная» (Калининская линия), «Авиамоторная» (БКЛ) или «Рязанский проспект», до которых необходимо добираться наземным транспортом.

### Железнодорожный транспорт
По границе и по территории района проходят несколько железных дорог. По северо-западной границе района проходит железная дорога Рязанского направления с платформой Андроновка и станцией Перово. С запада на восток район пересекает Горьковское направление с единственной платформой на территории района — Нижегородская. С севера на юг в западной части района также проходит линия МЦД-2 по Курскому направлению с платформой Калитники.
С северо-востока на юго-запад район пересекают пути МК МЖД, по которым осуществляется пассажирское движение поездов Московского центрального кольца.
Кроме того, по территории района проходят несколько железнодорожных веток, по которым не осуществляется пассажирское движение: ветка Бойня — Перово с товарной станцией Новопролетарская и многочисленными подъездными путями к промышленным предприятиям; подъездной путь с Горьковского направления на завод «Серп и Молот».

## Парки и скверы
Народный парк «Карачарово» (также – Народный парк на Перовском шоссе) был открыт 7 сентября 2013 года в рамках празднования Дня города. На его территории располагаются 2 детских и 1 спортивная площадки, площадка для выгула собак, пикниковая зона и зона спокойного отдыха. На прилегающей территории есть хоккейная коробка. В 2021 году по просьбам местных жителей было проведено комплексное благоустройство парка в рамках программы «Мой район». В ходе работ дорожки переложили новой бетонной плиткой, поставили современные фонари. Вдоль дорожек сделали «карманы», в которых установили парковые диваны, реконструировали площадку для выгула собак (она осталась на прежнем месте – в восточной части парка), установили столы для настольного тенниса. В парке максимально сохранили существующие деревья, а также разбили три новых цветника, высадили 20 новых деревьев и более трех тысяч кустарников.
В будущем на границе с районом Текстильщики планируется создание большой парковой зоны площадью почти 20 гектаров, где будут высажены яблоневые сады и построены спортивные объекты и детские площадки.